# Inférence bayésienne en phylogénie
 (14 novembre 2024).
L'inférence bayésienne de la phylogénie est la combinaison des informations dans l'a priori et dans la vraisemblance des données pour créer la soi-disant probabilité postérieure des arbres, qui est la probabilité que l'arbre soit correct compte tenu des données, de l'a priori et du modèle de vraisemblance. L'inférence bayésienne a été introduite dans la phylogénétique moléculaire dans les années 1990 par trois groupes indépendants : Bruce Rannala et Ziheng Yang à Berkeley,, Bob Mau à Madison, et Shuying Li à l'Université de l'Iowa, les deux derniers étant doctorants à l'époque. L'approche est devenue très populaire depuis la sortie du logiciel MrBayes (es) en 2001, et est maintenant l'une des méthodes les plus populaires en phylogénétique moléculaire.